# Heliophanus montanus
Heliophanus montanus là một loài nhện trong họ Salticidae.
Loài này thuộc chi Heliophanus. Heliophanus montanus được Wanda Wesołowska miêu tả năm 2006.